# Argenton-sur-Creuse
Argenton-sur-Creuse es una comuna francesa situada en el departamento de Indre en la región de Centro.
Este lugar ha estado dominado durante mucho tiempo por la industria textil, lo cual es demostrado en el Museo de la camisería, aunque su interés principal son los vestigios romanos de Argentomagus.

## Historia
La ciudad moderna fue construida cerca del sitio de la ciudad Galo-Romana de Argentomagus que yace al norte. El nombre de la antigua ciudad probablemente deriva de una palabra del Latín para "plata", debido a que la ciudad fue un centro de trabajo de la plata.
La Undécima edición de la Enciclopedia Británica de 1911 describe a la ciudad de la siguiente manera: "Dos puentes cruzan al río, y sus orillas son bordeadas por antiguas casas pintorescas. Hay varias curtidurías, y se realiza la manufactura de botas, zapatos y lencería de lino."

## Administración
| Período         | Identidad                              | Partido | Autoridad |
| --------------- | -------------------------------------- | ------- | --------- |
| 1799 - 1814     | Jean-Baptiste Aucler-Descottes         |         |           |
| 1814 1823       | François-Louis-Joseph Robin de Scevole |         |           |
| 1823 - 1827     | René-Antoine Couté de Paumulle         |         |           |
| 1827 - 1830     | Jean-Baptiste Rostain                  |         |           |
| 1830 - 1838     | Jean-Baptiste Rostain                  |         |           |
| 1830 - 1848     | Pierre-Cyprien Duhail                  |         |           |
| marzo de 2001 - | Michel Quinet                          | PS      |           |

## Demografía
| 1801 | 1826 | 1846 | 1962 | 1968 | 1975 | 1982 | 1990 | 1999 |  |
| ---- | ---- | ---- | ---- | ---- | ---- | ---- | ---- | ---- |  |
| 3329 | 3950 | 4546 | 6344 | 6400 | 6424 | 5848 | 5193 | 5146 |  |

## Personalidades nacidas en la comuna
- Jean-Baptiste Aucler-Descottes (Argenton 1737-1826), médico, constituyente de la sensibilidad constitucional monarquista, alcalde de Argenton y cronista (su periódico fue publicado en 1899).
- Jérôme Legrand y Silvain Pepin, diputados del período revolucionario, nativos de Argenton (el primero constituyente y el segundo del regicidio convencional).
- François-Louis-Joseph Robin de Scevole (1767-1827), alcalde de Argenton, diputado de Indre de 1820 a 1822, miembro de la oposición liberal.
- Jean-François Rollinat (Argenton 1806 - Châteauroux 1867), abogado de renombre, amigo de George Sand, diputado republicano de Indre de 1848 a 1851.
- Raymond Rollinat, naturalista
- Michel Sapin, antiguo ministro de economía y de presupuesto
- Antoine Berman, traductor y filósofo
- Gilles Clément, botánico y escritor

## Vistas

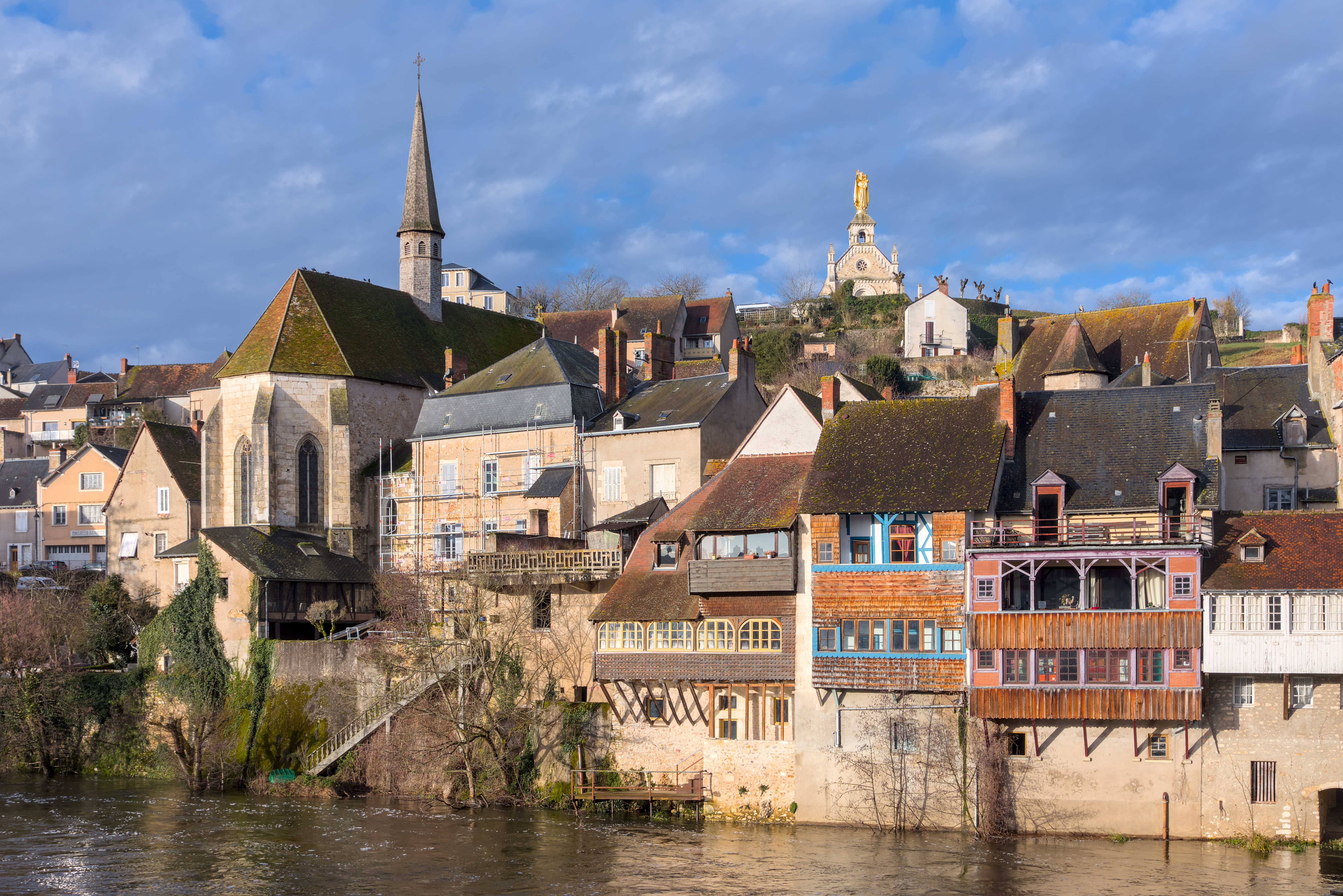
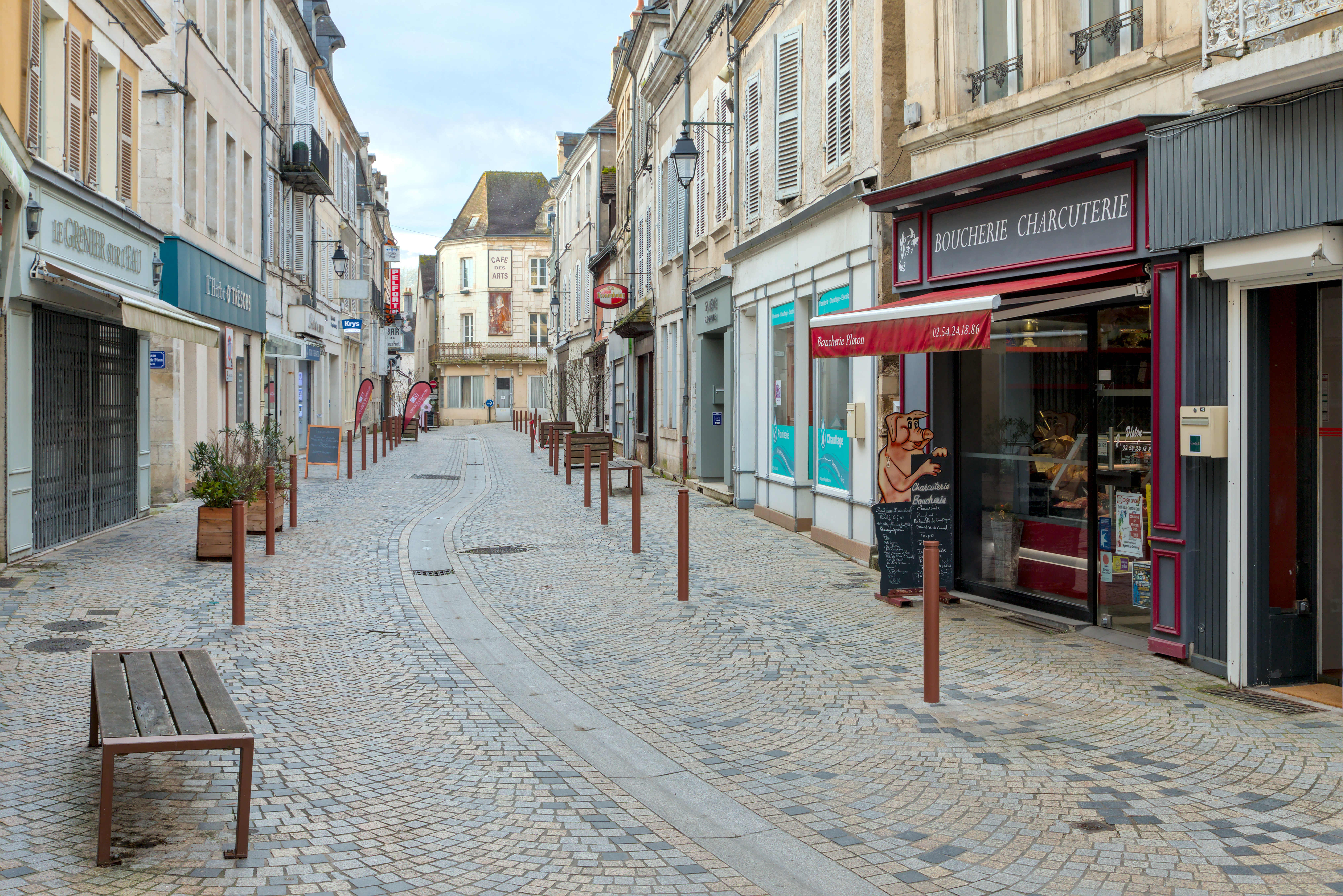
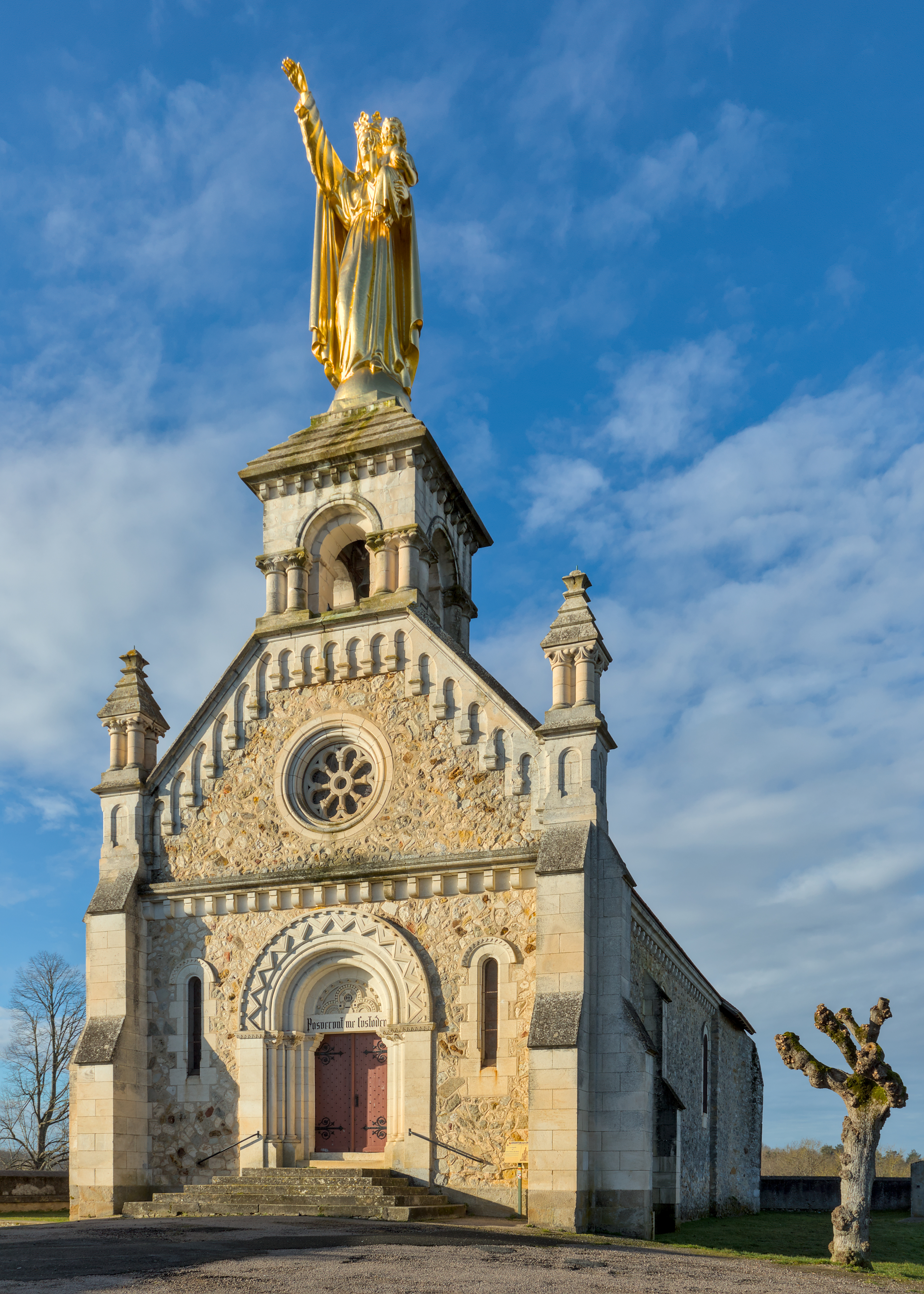

## Etapas
| Etapa anterior Velles | Camino de Santiago Via Lemovicensis | Etapa posterior Gargilesse-Dampierre |

## Puntos de interés
- Jardin textile du Musée de la Chemiserie